# Appias albina
Espèce
Appias albina est une espèce de lépidoptères (papillons) de la famille des Pieridae et de la sous-famille des Pierinae.

## Dénomination
Décrit par l'entomologiste français Boisduval, en 1836. Il existe un sous-genre, le nom complet est Appias (Catophaga) albina.

### Synonyme
- Pieris albina (Boisduval, 1836)

### Noms vernaculaires
Ce papillon se nomme en anglais Common Albatross ou White Albatross.

### Sous-espèces

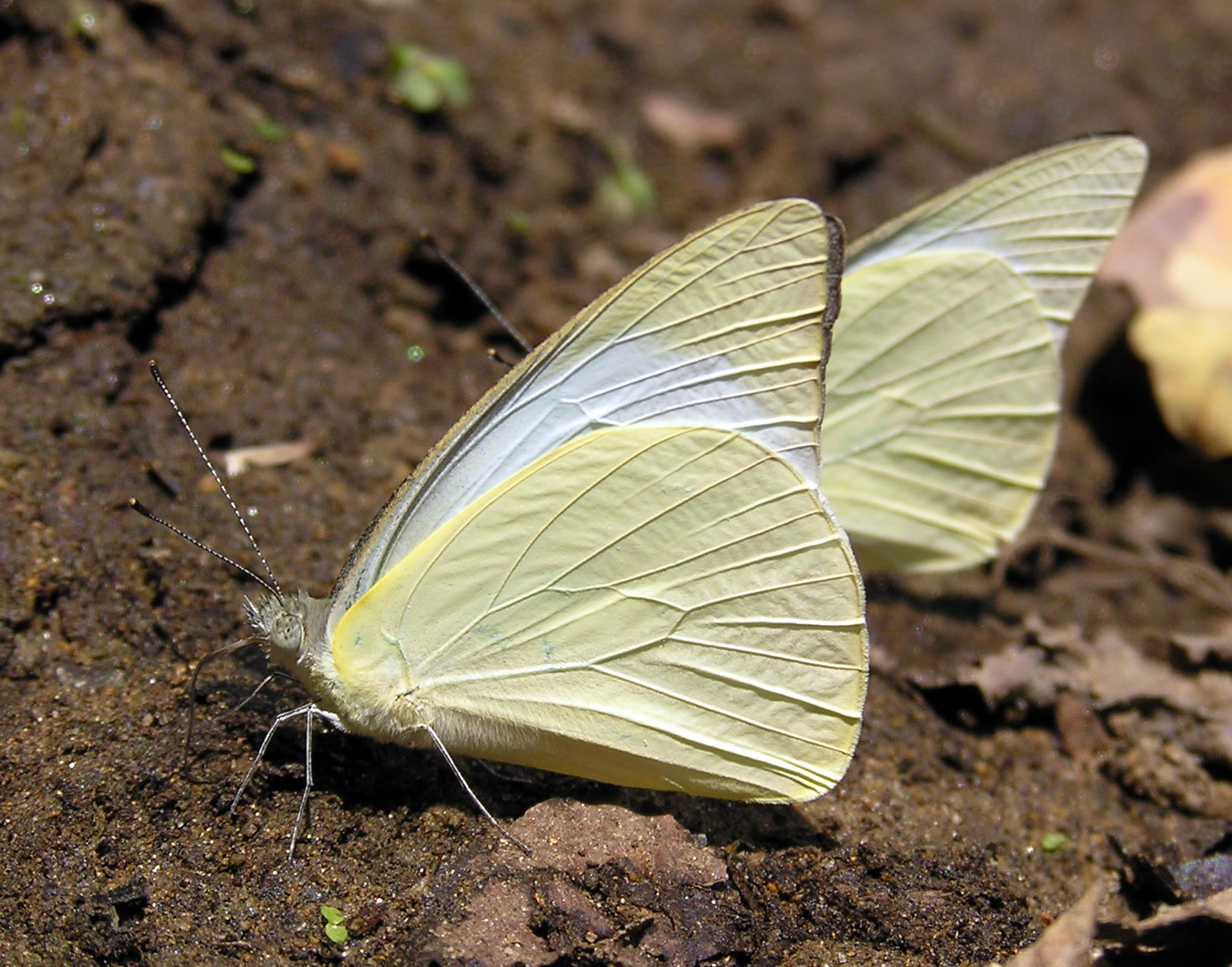
Appias albina

- Appias albina albina en Inde, Malaisie, Thaïlande, Indochine, Indonésie, à Bornéo, aux Moluques et à Timor.
- Appias albina agatha (Staudinge) aux Philippines.
- Appias albina  confusa (Fruhstorfer, 1910)
- Appias albina  f. flava
- Appias albina darada (C. et R. Felder, 1865) en Indochine et ouest de la Chine.
- Appias albina korridona (Grose-Smith, 1894)
- Appias albina psyche (C. et R. Felder, 1865) en Nouvelle-Calédonie.
- Appias albina pulverobasalis (Joicey et Noakes)
- Appias albina semperi (Moore, 1905) à Taïwan et aux Philippines.
- Appias albina venusta (Moore) à Ceylan.
- Appias albina wallace (Butler) aux Nouvelles Hébrides[1]. .

## Description
Le mâle et la femelle sont d'une couleur blanche à jaune clair sur les deux faces. L'apex des antérieures est bordé de noir sur le dessus. La femelle présente une suffusion jaune et suivant les formes soit un point discoïdal soit une ligne marron aux antérieures. Il existe un dimorphisme suivant la saison.

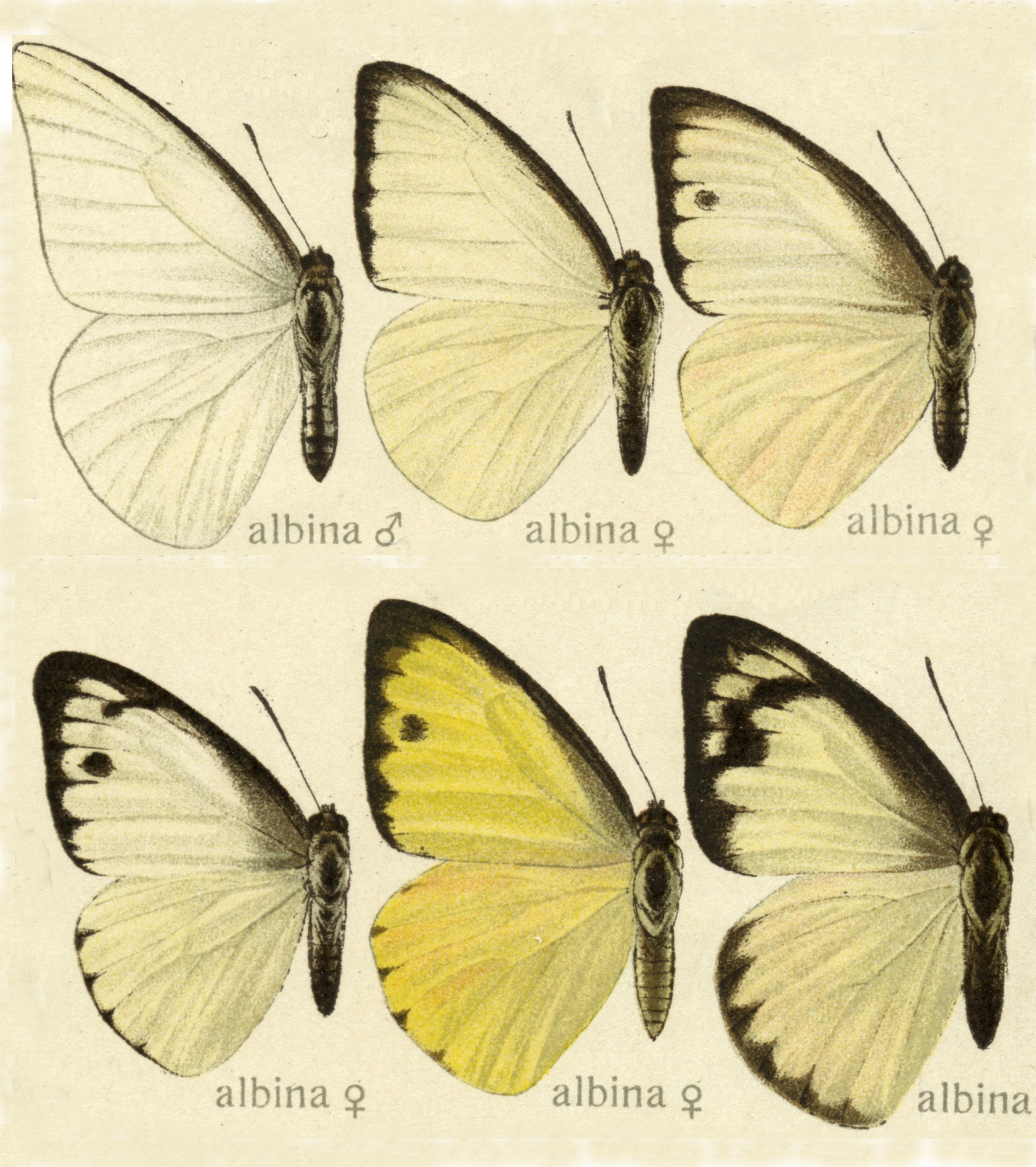
différentes formes de mâles et de felles

### Chenille
Elle est verte avec une bande jaune pâle.

## Biologie
C'est un migrateur en Inde. En Australie il pourrait être résident non migrateur.

### Plantes hôtes
Ce sont des Cratevas. Suivant d'autres sources les plantes hôtes sont Drypetes oblongifolia, Drypetes roxburghii et Drypetes venusta.

## Écologie et distribution
Appias albina est présent en Indochine, en Inde, dans l'ouest de la Chine,  à Taïwan, à Ceylan, en Malaisie, en Thaïlande, Indochine, Indonésie, à Bornéo, aux Moluques et à Timor, aux Philippines, en Nouvelle-Calédonie, aux Nouvelles Hébrides et en Australie.

### Biotope
Appias albina  réside au-dessus de 800 mètres d'altitude.

### Protection
Pas de statut de protection particulier.